# Rupes Nigra
Pour les articles homonymes, voir Rupes (homonymie).

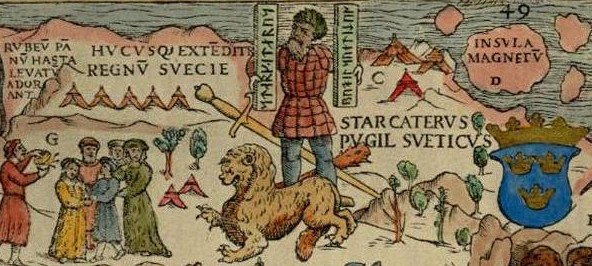
Portion de la Carta Marina élaborée par Olaus Magnus en 1539, indiquant le pôle Nord magnétique.

Rupes Nigra, Roche Noire en latin, est une île fantôme de 53 kilomètres de longueur, faite de roche noire et située au pôle Nord magnétique.

## Histoire
Au Moyen Âge, son existence supposée permet une explication au fait que les boussoles pointent dans sa direction. L'idée en est apparue dans un ouvrage perdu intitulé Inventio Fortunate et elle apparaît sur les cartes du XVIe et XVIIe siècles, dont celles de Gérard Mercator et de ses successeurs. 
Elle apparait pour la première fois en 1569, sur la carte de Gérard Mercator intitulée Nova et aucta orbis terrae descriptio ad usum navigantium emendate accomodata, mappemonde dont la Bibliothèque nationale de France conserve une des trois copies. Dans le coin inférieur gauche de la carte figure un encart consacré à l’Arctique où l’on voit Rupes Nigra au point de rencontre de quatre fleuves septentrionaux. Pour Mercator, le rocher n’est pas ce qui attire l’aiguille de la boussole puisque le géographe situe le Nord magnétique ailleurs sur la même carte. Dans une légende, il mentionne comme source un certain Jacob Cnoyen relatant le voyage qu’aurait effectué un moine d’Oxford en Arctique en 1360 par le moyen de la magie. Ce voyage est à l’époque physiquement impossible. La technologie navale ne le permet pas. Louis-Edmond Hamelin a émis l’hypothèse que la configuration de l’Arctique de Mercator pouvait correspondre à l’état de la banquise polaire lors du Petit âge glaciaire. Mais on conçoit difficilement comment cet état de la banquise aurait pu être observé et cartographié. L’épistémologue de la cartographie Alban Berson a souligné les similitudes entre Rupes nigra et altissima et le centre ou l’axe du monde tel qu’il est décrit dans plusieurs mythes, païens et chrétiens. La pierre est notamment située au point de rencontre de quatre fleuves, au centre d’une croix donc, comme l’est le Christ (dont le lieu de naissance Bethléem signifie la pierre en hébreu) sur plusieurs manuscrits médiévaux, à la jonction des quatre rivières du paradis. Les sources consultées par Mercator seraient de nature ésotérique et symbolique mais le géographe les aurait interprétées littéralement.  

## Dans la culture
Dans l'œuvre de Jules Verne, Les Aventures du capitaine Hatteras (1866), le pôle Nord est occupé par l'île de la Reine, créé par un volcan (le mont Hatteras) au milieu de la mer libre du pôle.